# Uromyrtus neomyrtoides
Uromyrtus neomyrtoides är en myrtenväxtart som beskrevs av Karl Ewald Maximilian Burret. Uromyrtus neomyrtoides ingår i släktet Uromyrtus och familjen myrtenväxter.
Artens utbredningsområde är Nya Kaledonien. Inga underarter finns listade i Catalogue of Life.